# 上官仪
上官仪（608年—665年1月4日），字游韶，唐朝陝州陝縣（今河南三门峡市陕州区）人，移居江都。西汉上官桀后裔。唐初诗人及宰相。

## 生平
《旧唐书·上官仪传》载：“上官仪，本陕州陕人（今三门峡市陕县）也。父弘，隋江都宫副监，因家于江都(今天长市东南25公里秦栏镇官桥街道)。”
祖父上官贤曾任北周幽州太守，隋末其父上官宏为將軍陳棱所殺，上官仪遠逃他乡，曾為和尚，精研佛典，兼涉經史，善寫文章。贞观年间进士。唐太宗时入仕，曾参预《晋书》的编撰工作。以文章事太宗，經常跟隨太宗參加游宴。唐高宗时供职门下省，颇受高宗和武皇后的赏识。龙朔二年（662年），加銀青光祿大夫、西台侍郎、同東西台三品，兼弘文館學士，成为宰相。後來高宗不满武后跋扈，要將之廢為庶人，於是召見上官仪來議，上官儀因此對高宗說︰「皇后專恣，海內失望，宜廢之以順人心。」，高宗即命上官仪草诏。武后涕泣陈请，事遂中缀，高宗怕武后以後埋怨自己，於是將此事說是「上官儀教我」，自此武后深惡上官儀。
麟德元年（664年），上官仪被许敬宗告發与废太子梁王李忠谋反，以“离间二圣、无人臣礼”获罪被诛，家產和人口被抄沒，其一子上官庭芝也同时被诛杀。简州刺史薛元超及其姑河东郡夫人唐高祖薛婕妤因与上官仪有书信往来也被牵连，薛元超长流巂州，薛婕妤削邑号幽禁于唐高祖别庙静安宫。中宗即位后，因上官庭芝女上官婉兒為昭容，對上官儀父子有所追贈，绣像凌烟阁，追封楚国公。

## 子孙
- 上官庭芝
  - 上官婉兒
- 上官庭璋，太子仆
  - 上官经野，德州刺史
  - 上官经国
  - 上官经纬
    - 上官诏，侍御史

## 上官體詩
上官仪的诗清绝隽永，绮错婉媚，颇见风骨，被当时的士大夫所效仿，以“上官体”传世。《入朝洛堤步月》是代表作。上官仪又归纳六朝以来诗歌中对仗方法，有“六对”、“八对”之说，对后世律诗的形成有很大影响。
範例：
|                                  | 上路抵平津，后堂罗荐陈。缔交开狎赏，丽席展芳辰。 密树风烟积，回塘荷芰新。雨霁虹桥晚，花落凤台春。 翠钗低舞席，文杏散歌尘。方惜流觞满，夕鸟已城闉。 |
| ——上官儀，《安德山池宴集》上官體 | |

|                            | 玉关春色晚，金河路几千。琴悲桂条上，笛怨柳花前。 雾掩临妆月，风惊入鬓蝉。缄书待还使，泪尽白云天。 |
| ——上官儀，《王昭君》上官體 |                                                                                                   |

|                                      | 上苑通平乐，神池迩建章。楼台相掩映，城阙互相望。 缇油泛行幔，箫吹转浮梁。晚云含朔气，斜照荡秋光。 落叶飘蝉影，平流写雁行。槿散凌风缛，荷销裛露香。 仙歌临枍诣，玄豫历长杨。归路乘明月，千门开未央。 |
| ——上官儀，《奉和秋日即目应制》上官體 | |